# Bay Area Reporter
Bay Area Reporter es un periódico LGBT semanal gratuito que sirve a las comunidades LGBT en el Área de la Bahía de San Francisco. Es uno de los periódicos LGBT de mayor circulación en los Estados Unidos y el periódico de este tipo que se publica continuamente más antiguo del país.
Bay Area Reporter ha evolucionado hasta convertirse en uno de los periódicos de la comunidad LGBT más respetados en los Estados Unidos. Su número anual de junio dedicado al Orgullo LGBT es la edición más grande y leída del año. También presenta los premios elegidos por los lectores en su aniversario en la primera semana de abril, con una edición especial «BESTIES: The LGBT Best of the Bay» (rebautizada como «The Besties»).

## Historia
Cofundado por Bob Ross y Paul Bentley el 1 de abril de 1971, el Bay Area Reporter, conocido por los lugareños durante la mayor parte de su historia por las iniciales B.A.R. que se incluyeron en su cabecera hasta abril de 2011, se distribuyó originalmente en bares gay en las áreas de South of Market, Castro y Polk Gulch de San Francisco. Hoy en día, el periódico se distribuye por todo el Área de la Bahía.
En la década de 1980, el Bay Area Reporter se convirtió en una fuente líder de novedades actualizadas sobre la crisis del sida; en 1983, el periódico publicó la historia de que hasta el 40 por ciento de las personas con sida en los Estados Unidos pertenecían a minorías raciales y étnicas, rompiendo un estereotipo muy extendido de que el sida era una «enfermedad de los hombres homosexuales blancos». En 1998, el periódico fue noticia en todo el mundo con su ahora famoso titular «No Obits» (en español: «Sin obituarios»), destacando la importancia de los tratamientos contra el VIH al señalar la primera vez desde que comenzó la epidemia de sida en 1981 que el periódico no recibió avisos de defunción en una semana determinada.
Con una circulación semanal auditada de 29 000 ejemplares, el Bay Area Reporter es el cuarto periódico LGBT más grande de Estados Unidos, después del Gay City News de Nueva York, el Philadelphia Gay News y el Washington Blade (su edición anual del Orgullo Gay en junio es el periódico más importante del año, con una tirada de 50 000 ejemplares). El periódico ha sido galardonado por sus comentarios editoriales, reportajes de investigación, periodismo deportivo extenso y crónicas sobre arte y entretenimiento.
El cofundador Bentley vendió su mitad de participación en el Bay Area Reporter a Ross en 1975 y murió de cáncer en 1991. Ross, que siguió siendo el editor del periódico, murió en 2003. El nombre de la empresa matriz del periódico, Benro Enterprises Inc. (ahora BAR Media Inc.), surgió de una combinación de Bentley y Ross. El editor actual es Michael Yamashita (quien también es presidente y director ejecutivo de BAR Media Inc.) y la actual editora en jefe es Cynthia Laird.
Entre los editores asistentes se encuentran Dennis Conkin, Ben Carlson, Matthew Bajko, Zak Szymanski (hasta 2006) y Mark Mardon (hasta 2006), cada uno de los cuales contribuyó con noticias de última hora y artículos de renombre nacional sobre temas como salud pública, justicia social, derecho, relaciones raciales, cuestiones transgénero, arte y música, y política. El editor de arte es Roberto Friedman. Los editores asistentes en 2008 incluyeron a Bajko, Jim Provenzano (quien también escribió una columna de deportes de 1996 a 2006) y Seth Hemmelgarn. Durante muchos años, dos de los columnistas más leídos del periódico fueron Wayne Friday, cuya columna «Politics and Poker» era una lectura obligada para cualquiera interesado en seguir los acontecimientos políticos relacionados con la comunidad LGBT en el Ayuntamiento de San Francisco y en Sacramento; y el columnista leather Marcus Hernandez, más conocido como Mister Marcus. Friday se retiró del periódico en 2005 y Hernández murió en 2009.
Bay Area Reporter es miembro fundador del National Gay Newspaper Guild. En 2007, los reporteros y editores Bajko y Szymanski fueron honrados por la Asociación Nacional de Periodistas Gais y Lesbianas con el segundo y tercer lugar en el «Premio Sarah Pettit Memorial a la Excelencia en Medios LGBT» de la organización por sus colecciones de artículos LGBT publicados en el Bay Area Reporter durante 2006.
En 2009, la GLBT Historical Society de San Francisco lanzó una base de datos en línea con capacidad de búsqueda de más de 10 000 obituarios y avisos de defunción que aparecieron en el Bay Area Reporter, comenzando con el primer artículo de este tipo publicado en el periódico en 1979; muchos de los obituarios reflejan el precio catastrófico de la epidemia de sida en San Francisco desde principios de los años 1980 hasta finales de los años 1990.
El periódico celebró su 40° aniversario con una edición especial publicada el 8 de abril de 2011 y con una miniexposición de una semana de duración y una presentación de diapositivas de portadas históricas en el Museo de Historia GLBT en el Distrito Castro de San Francisco.
En abril de 2013, se anunció que San Francisco Newspaper Co., propietaria de los semanarios alternativos San Francisco Bay Guardian (ya desaparecido) y SF Weekly y del diario San Francisco Examiner, acordó comprar una participación minoritaria del 49 por ciento en el Bay Area Reporter. Se creó una nueva empresa, BAR Media, Inc., y Michael Yamashita, durante mucho tiempo director general del periódico, se convirtió en editor con una propiedad del 31 por ciento. La Fundación Bob Ross, matriz de Benro Enterprises Inc., poseería el 20 por ciento, mientras que Todd Vogt y Patrick Brown, los principales propietarios de San Francisco Newspaper Co., poseerían el 49 por ciento restante. Bajo la nueva estructura, Yamashita se convirtió en presidente y director ejecutivo de BAR Media Inc., mientras que Thomas E. Horn, director ejecutivo de la fundación y editor del periódico de 2003 a 2013, fue nombrado presidente de la junta. Brown se convirtió en vicepresidente y director financiero de la nueva empresa.
El San Francisco South of Market Leather History Alley consta de cuatro obras de arte a lo largo de Ringold Alley en honor a la cultura leather; se inauguró en 2017. Una de las obras de arte son las huellas de botas de metal a lo largo de la acera que honran a 28 personas (incluido Marcus Hernández, un columnista de leather en Bay Area Reporter) que fueron una parte importante de las comunidades leather de San Francisco.

## Archivos
El Bay Area Reporter está archivado en dos sitios web diferentes. Los contenidos editoriales publicados semanalmente en el sitio web que el periódico lanzó en 2005 se conservan en ese sitio en un archivo con capacidad de búsqueda. Además, la serie completa de números de 1971 a 2005 fue digitalizada y publicada en línea por la GLBT Historical Society de San Francisco, que conserva la colección más completa de números impresos; el primer grupo que cubre los años 2000 a 2005 se publicó en enero de 2018, y la sociedad proyectaba la publicación de los números restantes de 1971 a 2000 para finales de 2018. Ambos archivos están disponibles para todos los usuarios de forma gratuita.